# Nora Bayesová
Nora Bayesová (8. října 1880 – 19. června 1928) byla oblíbená americká umělkyně počátku 20. století.
Narodila se jako Leonora Goldbergová do židovské rodiny v Joliet v Illinois. Již v 18 letech vystupovala profesionálně ve varieté v Chicagu. Cestovala ze San Francisca v Kalifornii do New Yorku a stala se hvězdou jak ve varieté, tak na Broadwayi. Byla doprovodnou zpěvačkou, komičkou a herečkou.
V roce 1908 se provdala za zpěváka a autora písní Jacka Norwortha. Oba cestovali společně a byli ceněni za spolupráci na celé řadě čísel, včetně jejich velkého hitu Shine On, Harvest Moon, s kterým pár debutoval v show Florenze Ziegfelda Blázni roku 1908.
Natočila mnoho fonografických nahrávek, některé s Norworthem, pro společnost Victor Talking Machine Company a Columbia Records. V letech 1924 - 1928 doprovázela pianistu Louise Altera, který později napsal takové písně, jakými byly "Manhattan Serenade", "Nina Never Knew" a "Do You Know What It Means to Miss New Orleans?"
V roce 1928 onemocněla rakovinou a zemřela během operace. Byla pohřbena na hřbitově Woodlawn Cemetery v Bronxu v New Yorku. 11. dubna 2006, podle podmínek Národního ochranného zákona nahrávek z roku 2000, byla Nora Bayesová přidána do registru Národních nahrávek.